# Villa Hauptstraße 11
Die Villa Hauptstraße 11 (Villa Böving) in Eystrup in der niedersächsischen Samtgemeinde Grafschaft Hoya stammt aus dem späten 19. Jahrhundert.
Das Gebäude wird auch aktuell (2022) als Wohnhaus genutzt.
Das Gebäude steht unter Denkmalschutz (siehe auch Liste der Baudenkmale in Eystrup).

## Beschreibung und Geschichte
Das eineinhalbgeschossige traufständige, teils verklinkerte (EG) Gebäude auf einem Quadersockel mit Walm- und Satteldach mit braunen Falzziegeln und einem mittigen zweigeschossigen dominanten Giebelrisalit wurde mit Dekor an Fenstern, Fassade und Dach teils im Jugendstil für Minna Böving, Tochter eines Bremer Geldwechslers und Versicherungsmaklers, 1899 durch den Zimmermeister Heinrich Koopmann gebaut. Das Obergeschoss ist in vorkragendem Fachwerk ausgeführt. Türen, Geschosstreppe und Fliesenboden aus der Bauzeit sind erhalten.

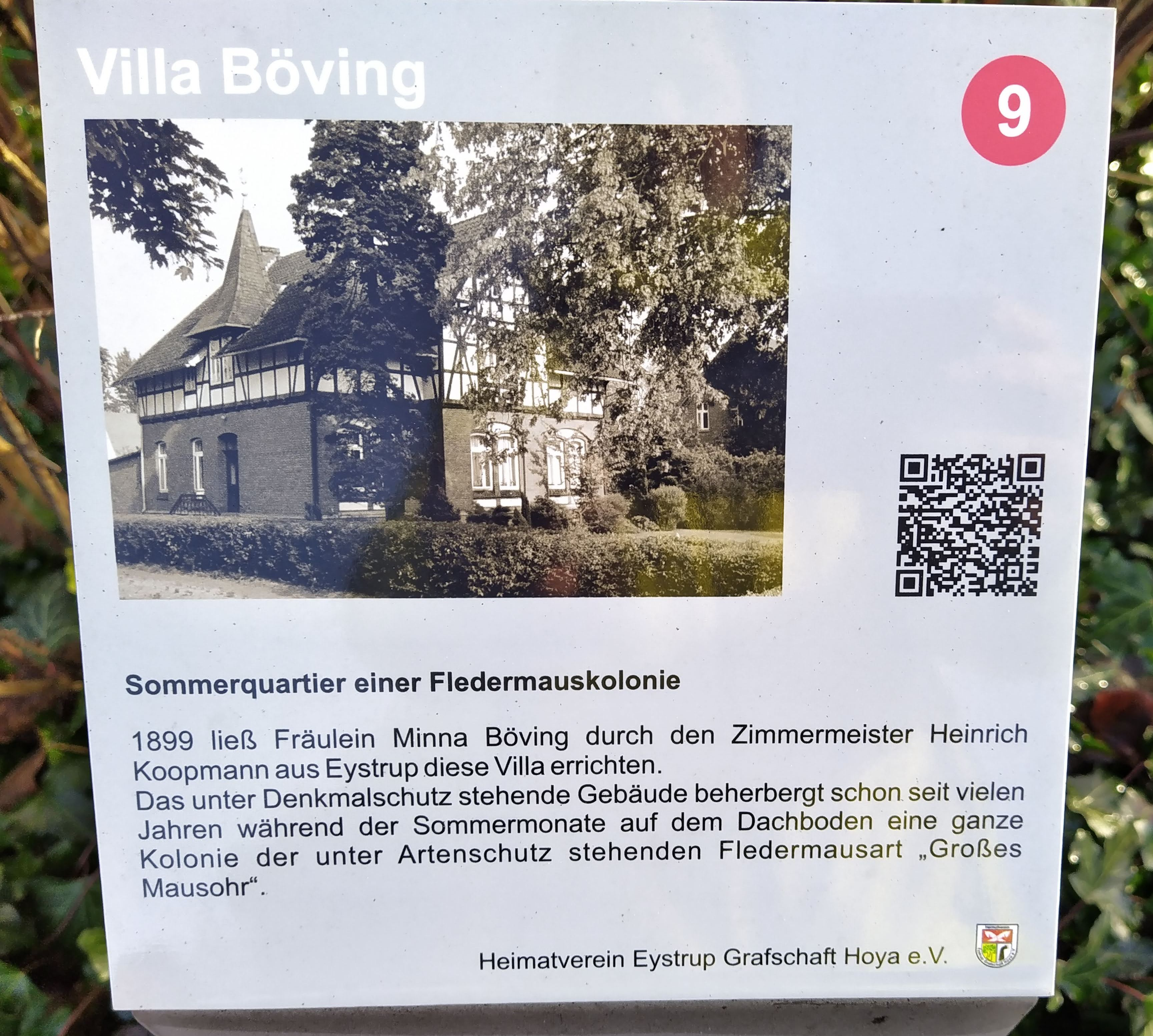
Infotafel

Als Villa Böving wird es in einer Bildergalerie des Heimatvereins gezeigt. Es soll aktuell (2022) auf dem Dachboden eine Kolonie der Fledermausart Großes Mausohr beherbergen.
Das Niedersächsische Landesamt für Denkmalpflege befand: „geschichtliche Bedeutung […] durch beispielhafte Ausprägung einer Villa in der Architektursprache des Jugendstils“.